# Brasserie de la Tour
Brasserie de la Tour is een voormalige brouwerij gelegen in de Rue Chera 9 te Comblain-la-Tour.
De brouwerij had Magonette als bier met 8,2 % alcohol.